# Masaru Yamada
Masaru Yamada (jap. 山田優 Yamada Masaru; ur. 14 czerwca 1994 w Tobie) – japoński szpadzista, złoty i srebrny medalista olimpijski i brązowy medalista mistrzostw świata.

## Życiorys
W 2014 roku zdobył złoto indywidualnie na mistrzostwach świata juniorów w Płowdiwie.
Na igrzyskach olimpijskich w Tokio Japończycy w składzie: Kōki Kanō, Kazuyasu Minobe, Masaru Yamada i Satoru Uyama zdobyli złoty medal drużynowo. Na tej samej imprezie zajął szóste miejsce w rywalizacji indywidualnej. 
Na rozgrywanych w 2022 roku mistrzostwach świata w Kairze razem z Ryū Matsumoto, Kazuyasu Minobe i Kōki Kanō zajął drużynowo trzecie miejsce. Na tej samej imprezie był dwunasty w turnieju indywidualnym. 
Ponadto zdobył również srebro w drużynie na igrzyskach azjatyckich w Inczon (2014) oraz złoto na igrzyskach azjatyckich w Dżakarcie w 2018 roku i na igrzyskach azjatyckich w Hangzhou w 2023 roku.
W 2016 roku wywalczył złoto w drużynie na mistrzostwach Azji w Wuxi, a na rozgrywanych trzy lata później mistrzostwach Azji w Tokio zwyciężył indywidualnie